# Апгар тест
Апгар тест је тест оцјене виталности новорођенчета. Установила га је Вирџинија Апгар 1952. Ово је веома једноставан тест који мјери основне параметре код новорођенчета оцјеном од 0 до 2 које се потом сабирају и дају вриједности рангиране од 0 до 10.

## Параметри Апгар теста
- боја коже
- срчани рад
- тонус мишића
- степен очуваности рефлекса
- покушај дисања

Кожа може бити блиједа, цијанотична или ружичаста, срчани рад готово одсутан, знатно или лакше успорен све до преко 100 откуцаја у минути. Мишићни тонус може у потпуности недостајати или бити знатно изражен. Рефлекси могу бити потпуно угашени, ослабљени или нормални. Вриједност сваког од ових знакова оцјењује се појединачно оцјеном 0, 1 или 2, а укупан збир свих оцјена се сабира, дајући увид у стање новорођенчета.
| Критеријум       | 0 поена        | 1 поен                        | 2 поена                        |
| ---------------- | -------------- | ----------------------------- | ------------------------------ |
| Фреквенција срца | без откуцаја   | испод 100/min                 | преко 100/min                  |
| Покушај дисања   | нема           | повремено, плитак             | повремено, дијете вришти       |
| Рефлекси         | нема           | гримасирање                   | јако вриштање                  |
| Мишићни тонус    | успаван        | благо прегибање екстремитета  | активно покретање екстремитета |
| Боја             | плава, блиједа | Труп роза, екстремитети плави | читаво тијело роза             |

## Вриједности Апгар теста
Вриједности апгар теста су рангиране од 0 до 10, гдје је од 0 до 3 оцјена новорођенчета рођеног у тешкој асфиксији, од 4 до 6 вриједност код новорођенчета са слабије израженим знацима асфиксије и од 7 до 9 значи врло лаке депресије код новорођенчета, а 10 је оптимална вриједност.

## Значај Апгар теста
Иако нема апсолутну вриједност јер се стање новорођенчета по рођењу може нагло промијенити набоље или нагоре, Апгар тест је одличан индикатор стања код новорођенчета. 